# Elite Systems
Elite Systems è una software house britannica che sviluppa e pubblica videogiochi sin dal 1984.
La Elite inoltre pubblicò videogiochi sotto le etichette Encore, Hit-Pak e 2.99 Classics.

## Storia
Venne costituita nel 1984 dalla precedente Richard Wilcox Software, che aveva pubblicato soltanto Blue Thunder, e il suo primo prodotto con la nuova denominazione fu Kokotoni Wilf.
L'azienda è diventata celebre per la conversione per home computer di popolari videogiochi arcade.  Fra i più famosi videogiochi pubblicati dall'azienda si possono citare Ghosts 'n Goblins, Joe & Mac, Paperboy e Space Harrier.
Nel 1986 circa possiede anche il marchio 2.99 Classics (classici a 2,99 sterline), che utilizza per ripubblicare in edizione economica giochi di successo prodotti in passato da altre aziende, prevalentemente per ZX Spectrum.
Nel 1988-1991 circa possiede l'etichetta Encore, utilizzata per le riedizioni a basso costo di giochi più vecchi pubblicati in precedenza dalla Elite stessa o da altre aziende. L'etichetta Hit-Pak fu utilizzata invece intorno al 1987 per pubblicare raccolte, di giochi propri o di altre aziende.
Durante gli anni '90 l'azienda spostò il suo campo di interesse verso le console e, dagli anni 2000, verso i dispositivi mobili. Si specializza in particolare nel retrogaming, con lo sviluppo e pubblicazione di edizioni per iOS dei giochi classici per home computer a 8 bit.
Nel 2015 ha sviluppato l'hardware Recreated ZX Spectrum, un dispositivo esternamente uguale allo ZX Spectrum, finanziato con Kickstarter e collegabile via Bluetooth a dispositivi moderni.

## Videogiochi pubblicati
Elenco approssimativo:
- 1942
- 3DC (Encore)
- 3D Starstrike (2.99 Classics)
- 3D Tank Duel (2.99 Classics)
- 4 in 1 (raccolta Hit-Pak): include Airwolf, Bomb Jack, Commando, Frank Bruno's Boxing; per Amstrad CPC, C16, C64, Spectrum[5]
- 6-Pak (serie di tre raccolte Hit-Pak)
- 911TS
- A Question of Sport
- ACE e ACE 2 (raccolta Encore)
- The Adventures of Dr. Franken
- Airwolf
- Airwolf 2
- Aquablast (originariamente sviluppato come Live and Let Die, ma pubblicato con quel titolo da Domark)
- Arnold Palmer Tournament Golf
- Battle Ships
- Batty (Encore)
- Beyond the Ice Palace
- Best of Elite (serie di due raccolte Hit-Pak): Best of Elite Vol.1 è una riedizione di 4 in 1[6]; Best of Elite Vol.2 include Battle Ships (sostituito da Airwolf 2 per C16), Bomb Jack II, Ghosts 'n Goblins, Paperboy; per CPC, C16, C64, Spectrum[7]
- Blue Thunder
- Bomb Jack
- Bomb Jack II
- Buggy Boy
- Chain Reaction (Encore)
- Chequered Flag (2.99 Classics)
- Codename MAT (2.99 Classics)
- Combat Lynx (Encore)
- Commando
- Complete Onside Soccer
- Critical Mass
- Deathchase (2.99 Classics)
- Deep Strike (Encore)
- Dirt Racer
- Dogs of War
- Dr. Franken
- Dr. Franken II
- Dragon's Lair per computer (Encore)
- Dragon's Lair per NES
- Dragon's Lair per SNES
- Dragons Lair: The Legend
- Dukes of Hazzard
- The Elite Collection (raccolta Hit-Pak, unione delle due Best of Elite)[8] per CPC, C64, Spectrum
- European Championship 1992
- The Fall Guy
- First Strike
- Flight Simulation (2.99 Classics)
- Ford Racing
- Frank Bruno's Boxing (una conversione modificata di Super Punch-Out!! arcade della Nintendo)
- Full Throttle (2.99 Classics)
- Ghosts 'n Goblins
- Grand National
- Grand Touring
- Great Gurianos (Encore)
- Gremlins 2: The New Batch
- Harrier Attack (2.99 Classics, Encore)
- Hoppin' Mad
- Ikari Warriors
- Jasper (2.99 Classics)
- Joe and Mac
- Kokotoni Wilf
- Last Battle
- Mighty Bombjack
- Mike Read's Computer Pop Quiz
- Nintendo Soccer
- Onside Complete Soccer
- Overlander
- Paperboy
- Passing Shot
- Pool (2.99 Classics)
- Roller Coaster
- Saboteur! (Encore)
- Saboteur II (Encore)
- Scooby Doo
- Scuba Dive (2.99 Classics)
- Sigma 7
- Skool Daze (2.99 Classics)
- Space Academy
- Space Harrier
- Spitfire (Encore)
- Storm Warrior (Encore)
- Strikepoint
- Striker (con Rage Software)
- Superchess (2.99 Classics)
- Supertrux
- Test Drive Off-Road
- Thanatos
- The Fidgetts
- ThunderCats
- TLL: Tornado Low Level (2.99 Classics)
- Top 10 Collection (raccolta Hit-Pak); include Airwolf, Bomb Jack II, Combat Lynx, Critical Mass, Deep Strike, Saboteur, Saboteur II, Sigma 7, Thanatos, Turbo Esprit; per CPC, C64, Spectrum
- Tournament Golf
- Trio (raccolta Hit-Pak): include 3DC (sostituito da Cataball su C64), Airwolf 2, Great Gurianos; per CPC, C64, Spectrum
- Turbo Esprit
- Valhalla (2.99 Classics)
- Virtuoso
- Wanderer 3D
- World Championship Soccer
- World Cup Striker